# Settlers of Zarahemla
The Settlers of Zarahemla ist ein 2003 bei Inspiration Games erschienenes Spiel für 2 bis 4 Spieler, das auf dem Spiel Die Siedler von Catan von Klaus Teuber basiert. Die Illustrationen stammen von Alvin Madden und Miles Germer.

## Inhalt
- Spielmaterial aus Pappe:
  - Landschaftsfelder beidseitig bedruckt in folgenden Kombinationen:
    - 5 nebeneinander: Wüste (hideout), Holz (wood), Weizen (wheat), Holz und Weizen bzw. Holz, Weizen, Wüste, Holz und Weizen auf der Rückseite
    - 2× 4 nebeneinander: Ziegel (brick), Wasser (water), Wasser und Steine (stone) bzw. Wasser, Steine, Wasser und Ziegel auf der Rückseite sowie Wasser, Ziegel, Steine und Ziegel bzw. Steine, Ziegel, Wasser und Ziegel auf der Rückseite
    - 2× 3 nebeneinander, beide: Steine, Weizen und Holz bzw. Holz, Steine und Weizen auf der Rückseite

  - Zahlenchips, wie im Basisspiel „Die Siedler von Catan“, unter den Zahlen befinden sich aber Punkte, die angeben wie oft eine Zahl bei 36 Würfen statistisch vorkommen kann.
  - 4× 10 rechteckige Tempelsteine in den Spielerfarben blau, orange, rot, weiß
  - 1 zusammenklappbarer Spielplan in den die Hexfelder in der bei Catan üblichen Anordnung eingelegt werden und der zusätzlich einen Tempelbauplatz sowie eine um die Hexfelder herumführende Zählleiste von 1 bis 12 aufweist.
- Spielkarten aus dünner Pappe, die jeweils 2 Siegpunkte symbolisieren:
  - Largest army: für den Spieler mit der größten Armee
  - Longest road (längste Handelsstraße)
  - Greatest temple contributor: für den großartigsten Tempelbauer
- 4 Pappkarten mit einer Aufstellung der Baukosten (building costs)
- In Folie verpackte Spielkarten für die Rohstoffe, je 18 Karten Weizen, Holz, Steine, Wasser und Ziegel.
- In Folie verpackte Entwicklungskarten (development cards):
  - 14× „Stripling warrior“ (entspricht Ritter),
  - 2× „Liahona“ (vergleichbar mit dem Alchimist aus S&R),
  - 2× „Bountiful Harvest“ (Erfindung),
  - 2× „Road Building“, in der Spielanleitung auch einmal „Round Building“ genannt (Straßenbau),
  - 2× „Temple Building“ (Tempelbau),
  - 2× „Prosperity“ (Monopol),
  - 5× Siegpunkt (Propheten aus dem Buch Mormon: King Benjamin, Alma, Mosiah, Samuel the Lamanite und Mulek mit Angabe des Verses, in dem diese dort erwähnt werden)
  - 1 Blankokarte.
- Spielfiguren aus Holz:
  - Siedlungen, Städte und Straßen in 4 Farben wie im Siedler von Catan Basis-Spiel
  - 1 Gadianton Robber (Räuber)
  - je 1 zylinderförmiger Zählstein in jeder Farbe
  - 2 Würfel
- 1 Spielanleitung auf Englisch, 28 Seiten, mehrfarbig

## Spielprinzip
Das Spiel entspricht im Wesentlichen dem „Siedler von Catan“-Basisspiel, statt Wolle wird hier aber Wasser benötigt, statt Lehm Ziegel (brick) und statt Erz Steine (stone). Bauen, Handel und Kauf von Entwicklungskarten erfolgen wie üblich, zusätzlich kann für 1 Ziegel und 1 Stein ein Tempelstein gekauft werden (ähnlich wie im Szenario „Cheops“) und wer zuerst 3 davon zum Bau der Pyramide beiträgt erhält die Karte „Greatest temple contributor“, die dann wie die Längste Handelsstraße und Größte Rittermacht behandelt wird. Das Spiel endet sobald ein Spieler 12 Punkte erreicht, kann aber auch – wenn die Spielzeit verkürzt werden soll – bis 10 oder 11 Siegpunkte gespielt werden.

## Historischer Hintergrund
„Zarahemla“ wird von Mitgliedern der Kirche Jesu Christi der Heiligen der Letzten Tage (Mormonen) als der Geburtsort des Propheten Mormon vermutet, wo er um etwa 310 n. Chr. geboren sein soll. Im Spiel tauchen zwar Propheten aus dem Buch Mormon auf, zu diesen und dem Tempel erfahren die Käufer aus der Spielanleitung aber nichts. Der „Gadianton Robber“ steht für eine geheime kriminelle Organisation im alten Amerika, die aber nur im Buch Mormon erwähnt wird. Auch die „stripling warriors“ sind eine im Buch Mormon erwähnte Gruppe.